# 99 (nombre)
« Quatre-vingt-dix-neuf » et « nonante-neuf » redirigent ici. Pour l'année, voir 99. Pour les autres sens, voir 99 (homonymie).
Le nombre 99 (quatre-vingt-dix-neuf ou nonante-neuf) est l'entier naturel qui suit 98 et qui précède 100.

## En mathématiques
Le nombre 99 est :
- Le deuxième nombre uniforme de la classe U9 ;
- Un nombre composé deux fois brésilien car 99 = 9910 = 3332 ;
- Un nombre palindrome ;
- Un nombre de Kaprekar.

## En musique
- Une chanson du groupe Toto, sortie en 1979 (voir 99).
- Une chanson folklorique américaine, 99 bouteilles de bières (99 bottles of beer).
- Une partie du titre d'une chanson de Nena 99 Luftballons (99 ballons de baudruche).
- La chanson 99 Problems par Jay-Z.

## Dans d'autres domaines
Le nombre 99 est aussi :
- Le numéro atomique de l'einsteinium, un actinide.
- Le numéro de la sourate Al-Zalzala dans le Coran.
- Toujours dans l'Islam, 99 est le nombre des noms d'Allah généralement admis par les Oulémas
- Souvent utilisé pour qualifier quelque chose dont on n'est pas absolument sûr : « Sûr à quatre-vingt-dix-neuf pour cent ».
- Le numéro de l'Interstate 99, une autoroute de l'État de Pennsylvanie, prévue pour être étendue jusqu'à New York.
- Le nom anglais d'un jeu de cartes.
- Dans les pays anglo-saxons, un autre nom pour le 99 Flake, une sorte de cône de crème glacée populaire.
- Le numéro de la route européenne E99 située en Turquie, qui part de Doğubeyazıt pour atteindre Şanlıurfa.
- Le code 99 dans le champ département de naissance d'un numéro de sécurité sociale en France, indique une personne née à l'étranger
- Il n'existe plus de n° de département français à partir de 99.
- Le numéro 99 que portait le joueur de hockey sur glace Wayne Gretzky a été retiré de la Ligue nationale de hockey quand il a pris sa retraite en 1999. Plus aucun joueur ne peut y porter ce numéro depuis.
- Test de la page 99.
- The 99 est une bande dessinée mettant en scène des super-héros musulmans.
- Années historiques : -99, 99 ou 1999.